# Armando Durán
Armando Durán Aché (1937, Venezuela)  es un periodista y político venezolano, que ocupó diversas carteras ministeriales durante el gobierno de Jaime Lusinchi y el segundo gobierno de Carlos Andrés Pérez. Es periodista de profesión y militante de Acción Democrática. Realizó un doctorado en Filología Románica de la Universidad de Barcelona.

## Carrera
Durán fue director de la Unidad de Opinión y Medios de la campaña presidencial de Jaime Lusinchi y luego, cuando este último ascendió al poder, fue nombrado ministro de Información y Turismo. Es destituido del cargo a finales de 1984 y enviado en mayo de 1985 a Uruguay como embajador, decisión a la que Durán atribuye alguna responsabilidad a Blanca Ibáñez. En agosto de 1986 renuncia a su cargo de embajador y regresa a Venezuela para dedicarse al periodismo.[cita requerida]
En 1988, Durán participa también en la campaña electoral de Acción Democrática para el Congreso como Jefe de la Unidad de Medios, así como en la campaña presidencial de Carlos Andrés Pérez. En 1989 forma parte del gabinete original de Pérez, encabezando el Ministerio del Turismo. El 28 de julio de 1990, Durán parte a dirigir la Secretaría de la Presidencia, reemplazando a Jesús Carmona, siendo a su vez reemplazado por el independiente Vladimir Gessen. El 17 de abril de 1991, es nombrado Canciller de Venezuela, en sustitución de Reinaldo Figueredo, el ministerio que deja queda a cargo por primera vez en manos de una mujer, Beatrice Rangel Mantilla, quien también es periodista; Durán no permanece mucho tiempo en el cargo, el 23 de marzo de 1992 es reemplazado por el copeyano Humberto Calderón Berti, y es enviado a Madrid como embajador venezolano ante España. Permanece en este cargo hasta 1994. Durante su permanencia en España logra que el gobierno prescinda de solicitar visas a los venezolanos.[cita requerida] En 2004 y 2006, Armando Durán publicó dos libros, "Venezuela en llamas" y "Al filo de la noche roja" respectivamente, los cuales analizan la llamada "Revolución bolivariana" de Hugo Chávez desde un punto de vista crítico.[cita requerida]

## Obras publicadas
- En el jardín de las delicias copeyanas (1983)
- Venezuela en llamas (2004)
- Al filo de la noche roja (2006)
- Diario del año de la nada (2006)